# 篠山輝信
篠山 輝信（しのやま あきのぶ、1983年12月10日 - ）は、日本の俳優、タレント。東京都出身（生まれも育ちも恵比寿だと公表している）で、玉川大学芸術学部を卒業し、スペースクラフトに所属している。

## 活動・経歴
父は写真家の篠山紀信、母は歌手の南沙織。3人兄弟の次男で、4歳上の兄と2歳下の弟がいる。病弱な母方の祖母を病から救いたく、幼少期は医師を夢見た。
大学卒業後の2006年、「高校時代に英語劇に出演したことをきっかけに、芝居の面白さに気が付いた」ことで芸能の仕事に就き、舞台『ANGEL GATE -春の予感-』に出演し、フジテレビ『ダンドリ。〜Dance☆Drill〜』で坊主頭の野球部員を演じた。2007年5月に日本テレビ『踊る!さんま御殿!!』に出演し、同年秋に映画『GSワンダーランド』に出演した。2010年4月からNHK総合テレビ『あさイチ』でリポーターを務める。
2018年12月25日、『あさイチ』でレギュラー共演したNHKアナウンサーの雨宮萌果と2019年1月に結婚することが事務所を通して明らかにされた。2019年1月11日、婚姻届を提出。同年3月24日、挙式・披露宴を行う。
2022年、「島」で第31回「新人シナリオコンクール」（日本シナリオ作家協会）入選（最高賞）。
2022年6月4日、雨宮のブログにて篠山との離婚を発表。

## 人物
身長は167センチで、大きな瞳が特徴である。フットサルを趣味としており、「アキ」「アッキー」と愛称されている。両親が著名人であることを「七光りと言われることに抵抗はありません。コンプレックスになる部分もありますが、逆に "やってやろう" というエネルギーになります。」と述べ、「（兄弟）3人とも、写真家になろうとしないな」「（写真家を継ぐなら）お前だな、表現するエネルギーを持っているよ」と父の紀信から言われてうれしかった、と2007年5月2日読売新聞夕刊で語った。

## 主な出演作

### テレビドラマ
- ダンドリ。〜Dance☆Drill〜（フジテレビ、2006年7月 - 9月）
- 忠臣蔵 瑤泉院の陰謀（テレビ東京、2007年1月2日）
- 浅草ふくまる旅館 第1シリーズ（TBS、2007年） - 野口勝也 役
- 乙女のパンチ（NHK総合、2008年6月 - 7月）
- 絢音（中京テレビ、2012年8月25日） - 村木医師 役
- 実験刑事トトリ 第1話（NHK総合、2012年11月3日） - 料理番組司会者 役
- 連続テレビ小説（NHK総合）
  - まれ 第25話（2015年4月27日） - 篠山巻信（マッキー・本人役） 役
  - とと姉ちゃん 最終話（2016年10月1日） - あなたの暮らし出版編集者 役
- 警視庁・捜査一課長（テレビ朝日、2018年7月15日） - 脇田勝 役
- 仮面ライダーリバイス 第2話ゲスト（テレビ朝日、2021年9月12日） - 井端 役
- お花のセンセイ 第2弾（テレビ朝日、2021年12月23日） - 蓮沼本也 役
- 勝利の法廷式 第5話（読売テレビ・日本テレビ、2023年5月11日） - 近藤良太 役
- 雛菊 警視庁強行犯係 樋口顕（テレビ東京、2023年6月26日） - 筒井秀夫 役[13]

### バラエティ・情報番組ほか

#### 現在のレギュラー出演
- あさイチ（NHK総合、2010年4月 - ）「産直LIVE」リポーター・現在は不定期
- 美食・美酒とおもてなし やまがた発!旅の見聞録（山形放送他、2019年5月25日 - ) 2019 - 2020年度リポーター
- おもてなし　即レス英会話（NHK Eテレ、2020年3月30日 - ）

#### ゲスト出演・過去のレギュラー出演
- 踊る!さんま御殿!!（日本テレビ、2007年・2008年）
- お茶の間の真実〜もしかして私だけ!?〜（テレビ東京、2008年）
- 行列のできる法律相談所（日本テレビ、2008年）
- 明日使える心理学!テッパンノート（毎日放送、2008年）
- グータンヌーボ（関西テレビ、2008年）
- ザ!世界仰天ニュース（日本テレビ、2008年）
- 笑っていいとも!（フジテレビ、2008年）
- シルシルミシル（テレビ朝日、2008年）
- ラジかるッ（日本テレビ、2008年5月23日）
- 田舎に泊まろう!（テレビ東京、2008年10月19日）
- びっくり法律旅行社（NHK総合、2008年）
- 世界・ふしぎ発見!（TBS、2008年11月22日以降は不定期出演）
- 予言の書コタン（テレビ朝日、2009年）
- ダウンタウンDX（読売テレビ、2009年）
- バニラ気分! - マツケン・今ちゃん・オセロのGO!GO!サタ（フジテレビ、2009年1月31日）
- 世直しバラエティー カンゴロンゴ（NHK総合、2009年2月15日）
- 旅の香り〜四季の名宿めぐり〜（テレビ朝日、2009年5月3日） - 信州・軽井沢へ赴いた。
- 発見!わくわくMY TOWN（東海テレビ、2010年4月3日 - 2010年9月25日）3代目アシスタント
- 逃走中 沖縄（フジテレビ、2010年5月18日）羽生田 二郎 巡察役
- がっちりアカデミー!!（TBS、2010年8月27日・2011年4月8日）
- VS嵐（フジテレビ、2010年10月28日）
- ふるさとエコ革命2010〜地方発! 未来への贈りもの（TBS、2010年12月23日） - リポーター
- 開運!なんでも鑑定団（テレビ東京、2011年2月22日）
- なるほど!大豆鑑（日本テレビ、2011年4月 - 9月） - 細井輝信 役
- 徹子の部屋（テレビ朝日、2011年7月19日、2022年12月16日）
- 〜どうぶつ冒険バラエティ〜ワンダ!（テレビ東京、2011年10月14日 - 2012年9月7日） - レギュラー
- 幸せの黄色い仔犬（中京テレビ、2012年1月21日、2013年9月15日）
- 知っとこ!（毎日放送、2012年4月 - ）「知っとこ!サーチ」リポーター
- 5時に夢中!（TOKYO MX、2013年）
- トラック乗り継ぎの旅3（テレビ東京、2013年2月9日）
- 仕事ハッケン伝（NHK総合、2013年5月16日） - 別府温泉のホテルマンに挑戦
- しごとの基礎英語（NHK Eテレ、2013年9月30日 - 2016年）
- クレママ（中京テレビ、2015年4月3日 -）
- おいでよ!森クミの部屋（BS日テレ、2017年4月1日 - 2017年9月23日）
- ザ・プレミアム 行くぞ!最果て!秘境×鉄道 ～激走!ノルウェー北極圏へ～（NHK BSプレミアム、2018年4月7日）- ナレーション[14]
- 鉄道紀行 ニッポンぶらり鉄道旅 第122回（2018年3月8日、NHK BSプレミアム） - 旅人
- ふらっとあの街　旅ラン10キロ（NHK BSプレミアム、2018年4月11日「東京　武蔵野」2018年5月16日「多摩川駅→羽田」2018年7月18日「品川→お台場」2018年9月12日「長野　軽井沢」)
- 183村秘境旅〜こんな田舎がアルか否か!?〜（テレビ朝日、2018年4月15日 - 2018年9月16日）
- ニッポン秘境旅 こんな田舎がアルか否か!?（テレビ朝日、2019年2月17日 - 2019年8月4日）
- バスで！列車で！篠山輝信×震災8年の東北旅（NHK BSプレミアム、2019年3月9日）
- 遠くへ行きたい（読売テレビ、2019年6月23日「熊本・初夏の天草諸島で魅惑の島旅＆有明海の絶景露天風呂」　2019年12月22日「京都 錦市場 千枚漬け 極上すっぽん鍋&湯葉丼 建仁寺の新アート」）
- ハートネットTV「もう一人の演者～舞台手話通訳 米内山陽子さん～」（NHK Eテレ、2019年8月6日）
- 生中継！京都五山送り火（NHK BSプレミアム、2019年8月16日）
- 列島縦断 宝メシ グランプリ2019 （NHK北海道総合、2019年10月14日）
- 世界に挑め！NIPPONパラアスリート魂2（BS日テレ、2019年11月17日）
- おいしさ満載。絶景！只見線の旅（テレビユー福島、2019年12月28日）
- 二階堂スペシャル「偉人温泉～名湯に歴史あり～」（大分放送、2020年2月19日）
- JNNふるさと紀行「#111　おおいた偉人温泉探訪～名湯に歴史あり～」（BS-TBS、2020年3月8日）
- 篠山輝信×震災9年の東北旅（NHK BSプレミアム、2020年3月11日）
- 明日へ　つなげよう「10年目の春へ　篠山輝信が行く東北旅」（NHK総合、2020年4月26日）
- 東北ココから　篠山輝信が行く東北旅「福島編」「宮城編」「岩手編」（NHK福島・宮城・岩手各県内、2020年5月15日）
- NHK短歌「題『破』」（NHK Eテレ、2020年7月19日）

### 映画
- 哀憑歌〜NU-MERI〜（2008年）
- GSワンダーランド（2008年）
- COACH コーチ 40歳のフィギュアスケーター（2009年）
- グラキン☆クイーン（2010年）
- かずら（2010年）
- さよならくちびる（2019年）

### 舞台
- PURE LOVE（アートスフィア・近鉄劇場、2003年、脚本・演出: 小池修一郎）
- ANGEL GATE -春の予感-（新国立劇場、2006年・2007年）
- abbey-アビィ-（青山円形劇場、2007年）
- 女信長 （青山劇場・シアターBRAVA!、2009年）
- 飛龍伝 2010 ラストプリンセス（新橋演舞場ほか、2010年、作・演出: つかこうへい）
- 寝盗られ宗介（2016年4月 - 5月、シアター1010・大阪松竹座・ももちパレス・刈谷市総合文化センター・新橋演舞場） - 花岡裕次郎 役[15]
- 江戸のマハラジャ（2017年11月29日 - 2017年12月10日、厚木文化会館 小ホール・座・高円寺1、作・演出： 横内謙介）客演
- 戯曲リーディング「イザ　ぼくの運命のひと／PICTURES OF YOUR TRUE LOVE」（2018年12月8日 - 8月9日 シアタートラム　原作：ヴォルフガング・ヘルンドルフ　上演台本：ロベルト・コアル 翻訳・演出：小山ゆうな）
- チック（2017年8月13日 - 8月27日/2019年7月13日 - 7月28日 シアタートラム　原作：ヴォルフガング・ヘルンドルフ　上演台本：ロベルト・コアル 翻訳・演出：小山ゆうな） - マイク・クリンゲンベルク役
- 生きているから 〜対馬丸ものがたり〜（2025年8月16日・17日〈予定〉、那覇文化芸術劇場なはーと 大劇場、作：宮本亞門 / 今科子、演出：宮本亞門）[16]

#### 中止された公演
- 木ノ下歌舞伎『三人吉三』（2020年5月30日 - 6月1日・6月4日 - 6月7日 東京芸術劇場 プレイハウス 2020年6月20日 まつもと市民芸術館 監修・補綴：木ノ下裕一、演出・美術：杉原邦生） - 与吉役
  - 新型コロナウイルス感染症対策により中止[17]。

### ラジオ
- やきぐりバンバン コンマ2（水曜日）（MBSラジオ、2009年）
- FMシアター（NHK-FM）
  - 「海を渡る日」（2012年9月29日、NHK高松放送局制作）
  - 「小夜嵐」（2022年7月16日） - 松本辰也 役
  - 「コクハラ」（2023年4月8日） - 新井 役